# Vallereyer Weiher
Der Vallereyer Weiher ist ein Stillgewässer im Gebiet der baden-württembergischen Gemeinde Argenbühl im Landkreis Ravensburg in Deutschland.

## Lage
Der knapp ein Hektar große Vallereyer Weiher, rund 1,3 Kilometer südwestlich der Argenbühler Ortschaft Ratzenried und zwei Kilometer östlich des Ratzenrieder Bahnhofs auf einer Höhe von 672 m ü. NHN gelegen, ist in Privatbesitz und an einen Fischereiverein verpachtet.

## Hydrologie
Der im Mittelalter angelegte Weiher hat heute ein Einzugsgebiet von rund 85 Hektar. Die Größe der Wasseroberfläche beträgt 0,98 Hektar, bei einer durchschnittlichen Tiefe von 0,8 Meter und einer maximalen Tiefe von 2,0 Meter ergibt sich ein Volumen von rund 8300 Kubikmeter.
Der Hauptzulauf des Sees erfolgt über mehrere Gräben, der Abfluss über einen Mönch zum Hammerweiher und über die Obere Argen in die Argen und zum Bodensee/Rhein und damit letztlich in die Nordsee.

## Ökologie
Seit 2010 ist Argenbühl mit dem Vallereyer Weiher am Aktionsprogramm zur Sanierung oberschwäbischer Seen beteiligt. Ein wichtiges Ziel dieses Programms ist, Nährstoffeinträge in Bäche, Seen und Weiher zu verringern und die Gewässer dadurch in ihrem Zustand zu verbessern und zu erhalten.
Das Einzugsgebiet des Sees wird zu je 50 Prozent für die Wald- und Landwirtschaft (Grünland) genutzt.
| Jahr                                     | 2011 | 2016 |
| Gesamt PO4-Phosphor (µg/l)               | 33   | 34   |
| Chlorophyll a (µg/l)                     | 3,6  | 4,4  |
| Chlorophyll a-Spitze (µg/l)              | 9,2  | 8,5  |
| anorganischer Gesamt-Stickstoff a (mg/l) | 0,28 | 0,70 |
| Sichttiefe (m)                           | 2,0  | 2,4  |

## Schutzgebiete
Der Vallereyer Weiher ist Teil des FFH-Gebiets „Untere Argen und Seitentäler“ (8324343).